# Mantelli (famiglia)
Mantelli è stata una nobile famiglia di Alessandria. Appartenente al patriziato cittadino, ebbe numerosi illustri giureconsulti che furono insigniti del titolo di Conte palatino; nel XVIII secolo fu infeudata di Quattordio con titolo prima signorile e poi comitale. Si estinse alla fine del secolo nei Civalieri Inviziati.

## Storia
La famiglia vanta origini leggendarie da Quinto Cecilio Metello, per l'assonanza del cognome con quello del ramo dei Metelli della gens Caecilia. Proveniente da Milano, intorno al 1168 fu tra le famiglie che parteciparono alla fondazione del comune, entrando quindi nel novero dei Nobili del Popolo con l'istituzione del patriziato nel 1228. Nelle liste del 1225 i Mantelli risultano di fazione Guelfa per il quartiere di Borgoglio, dove risiedettero fino alla sua distruzione. Fin dai tempi più antichi la famiglia partecipò attivamente all'amministrazione del Comune: numerosi suoi membri sono ricordati nel Codex Statutorum, nel 1297 si ricorda un Roffino Mantelli che ricoprì la carica di Anziano, come Carrante nel 1370, pronipote del Ghisolfo da cui il Guasco di Bisio fa iniziare la genealogia. Nel 1388 Bernabò Mantelli fu Podestà di Bra, nel 1414 Guglielmo Mantelli podestà di Alessandria. Nel 1417 la famiglia fu ascritta alla Casa Ducale di Alessandria, come molte altre delle principali famiglie del Comune. Nel 1450 i Mantelli innalzarono per sciogliere un voto insieme ai Clari, ai Ghilini e ai Mazzoni la chiesa e convento di San Bernardino. Domenico, pronipote di Carrante, fu notaio imperiale collegiato nella seconda metà del XV secolo e da suo fratello Viviano prese origine un ramo della famiglia che ebbe numerosi conti palatini e cavalieri aurati. L'altro ramo, originato dal cugino Lodrisio, pure ebbe numerosi conti palatini e fu infeudato nel XVIII secolo di Quattordio.
La fortuna dei Mantelli originò dal possesso di terre (ancora oggi un gruppo di cascine a Nord dell'antica Borgoglio è noto col nome di "Mantelle") ma soprattutto dall'esercizio della carriera legale che si tramandò di padre in figlio per numerose generazioni. Molti membri della famiglia furono giureconsulti fin dai tempi più antichi (si ricordano Giacomo, Matteo e Guglielmo Mantelli giureconsulti nel 1289, come il Bernabò podestà di Bra nel 1388). Sebastiano Mantelli partecipò alla riforma elettorale del 1559 e fu giureconsulto come lo era stato un suo omonimo prozio morto nel 1508. Il ramo non feudale della famiglia, che ebbe anch'esso un alto status nobiliare ed esercitò le sue prerogative patrizie di accesso al Consiglio e Decurionato, si mise in luce specialmente nelle persone di Ottaviano ed Emilio, cofondatore dell'Accademia degli Immobili di Alessandria, entrambi giureconsulti insigniti dei titoli di conte palatino e cavaliere aurato nel XVI secolo come quasi tutti i loro discendenti maschi, e si estinse con le sorelle Isabella e Ippolita Teresa alla metà del Settecento nelle famiglie Castellani Merlani e Calcamuggi Firuffini. Il ramo principale della famiglia ricoprì il Decurionato con Andrea nel 1609 e poi col figlio Sebastiano. Gerolamo, di Sebastiano, fu infeudato di parte della signoria di Quattordio per il suo matrimonio con una Guttuari de Castello. Il possesso del feudo generò numerose liti con i Civalieri, anch'essi consignori del luogo, che culminarono con l'uccisione del capitano Bernabò Mantelli da parte dell'abate Antonio Civalieri nel 1691. Nella generazione successiva, il primogenito Giovanni Stefano Mantelli fu cavaliere di Malta dal 1706, mentre suo fratello Sebastiano ebbe in dote dalla moglie Margherita Baratta altre parti del feudo di Quattordio. Col matrimonio della nipote Maria Antonia Gabriella, ultima del suo ramo, con il conte Annibale Civalieri si appianò finalmente la discordia tra le due famiglie sorta ottant'anni prima e si estinse definitivamente la famiglia Mantelli.

## Cappellanie
I Mantelli ebbero numerose cappelle nell'abbazia di San Pietro in Borgoglio, la chiesa principale del quartiere dove risiedettero, e specialmente il giuspatronato sulla cappella di Santa Caterina, eretto nel 1534 da Durante Mantelli, notaio collegiato e Decurione di Alessandria. Ebbero un'altra cappellania nel Duomo di Alessandria, dove furono sepolti i giureconsulti Ottaviano ed Emilio negli anni 1570 e 1580, di cui il Ghilini riporta le iscrizioni sulle lapidi nei suoi Annali; eressero anche una cappellania intitolata a San Sebastiano nel convento da loro fondato di San Bernardino.

## Arma

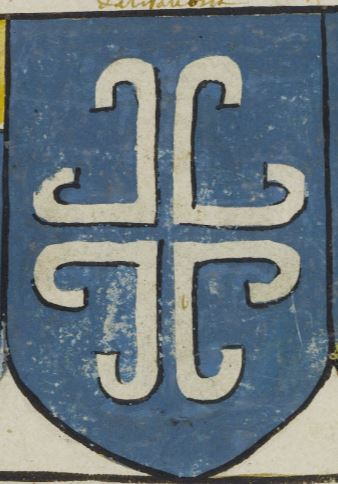
L'arma dei Mantelli nello Stemmario Trivulziano

Lo stemma dei Mantelli è d'azzurro, alla croce d'argento, ancorata e divisa in quattro pezzi. Come arma è molto simile a quella di un'altra famiglia del patriziato civico, i Barberis, che hanno la stessa figura ma di rosso su campo d'argento. Nell'armista Tonso Pernigotti i quattro pezzi vengono interpretati come quattro lettere L messe a formare una croce; tuttavia è probabile che si tratti di un errore, vista l'imprecisione delle blasonature di detto armoriale. La croce compare come ancorata e divisa in quattro pezzi in tutte le altre riproduzioni dello stemma, comprese quelle extracittadine dello Stemmario Trivulziano e dell'Archiginnasio di Bologna, dove si addottorò Bernabò Mantelli.